# Hålvattnet (Nysätra socken, Västerbotten)
Hålvattnet är en sjö i Robertsfors kommun i Västerbotten och ingår i Kålabodaåns huvudavrinningsområde. Sjön har en area på 0,195 kvadratkilometer och ligger 92,1 meter över havet.

## Delavrinningsområde
Hålvattnet ingår i det delavrinningsområde (714726-175086) som SMHI kallar för Ovan Vebomarksån. Medelhöjden är 100 meter över havet och ytan är 79,12 kvadratkilometer. Det finns inga avrinningsområden uppströms utan avrinningsområdet är högsta punkten. Kålabodaån som avvattnar avrinningsområdet har biflödesordning 2, vilket innebär att vattnet flödar genom totalt 2 vattendrag innan det når havet efter 13 kilometer. Avrinningsområdet består mestadels av skog (72 procent) och jordbruk (14 procent). Avrinningsområdet har 0,3 kvadratkilometer vattenytor vilket ger det en sjöprocent på 0,4 procent.